# Диабазис
Диабазис (на гръцки: Διαβάσησ, Διάβασις) е равнинна местност – място за армейска дислокация (στρατόπεδον – букв. „поле за войски“) с „апликтон“ на 50 км западно от Константинопол.
Свързано е със събития във византийската и в българската военна история. Името е от гръцки със значение на „преход“, „двубрежие“, „проход“, „брод“.

## География
Диабазис се намира в Чаталджанското поле след Анастасиевата стена в подстъпите на Цариград между с. Плая (дн. Bahşayiş Köyü – Бахчеиш кьой) в най-северния край на лагуната Голямочекмедженско езеро (Büyükçekmece, Боюкчекмедже – Голямо чекмедже) и селището Чаталджа, където р. Атира (Αθυρα) се съединава с р. Черна вода (гр.: Μελάς – Мелас; тур.: „Karasu Deresi“ – Карасу Дереси) в долното течение на последната, известна днес като Чемшир дере (Çamaşır Deresi) при вливането ѝ в споменатата лагуна на Мраморно море.

## История
Там на 15 километра западно от Регион (Ризион, дн. с. Малко чекмедже, Küçükçekmece при Сан Стефано), е стояла превзетата и разрушена от Крум Страшни в края на юли 813 г. крепост Атира (където е имало и седалище на епископство) при устието на едноименната ѝ река, вливаща се в началото на блатистата част в долното течение на р. Черна вода, изтичаща се в Голямочекмедженско езеро. Над това устие на р. Атира е стоял каменен мост-крепост Порос (Πορος), съеднинявайки двата бряга, знаменит по своето устройство и укрепление, чиито вход и изход били защитени с по военна кула, който също е презвет и кулите са разрушени от българския владетел.
През есента на 823 г. пред Константинополските стени българската армия, пратена от Омуртаг пред Цариград да му помага, установява лагера си при Акведукта на града (в равнината Кидукт, т.е. акведукт) източно до Хараклея пропонтидска под Цариград), където разбива съкрушително многохилядната ромейска войска на малоазийския претендент за император Константин VI (Тома Славянина). Той оттегля остатъците от разбитите си войски в Диабазис. Там е нападнат от правителствените византийъски сили, командвани от Катакила и Олвиан. Тома повежда атаката с план да ги примами в капан чрез инсценирано отстъпление, но военната му хитрост не успява, а немалко от войниците му минават на страната на противника. Претендентът Константин VI Тома губи битката и с останалите си лоялни хора побягва в Аркадиопол, където те го предават на враговете му и той е жестоко инквизиран и убит в Цариград.
През 917 г. по заповед на императрица Зоя Карбонописна (Зоя Чернооката) с Арабския халифат е сключен мир и в Диабазис е събрана византийската армия от всичките теми на Византийската империя в Азия и Европа. Преди нашествието в България ромеите полагат клетва пред специално донесения пазен в Цариград и открит от императрица Елена свещен кръст, на който бил разпнат Христос. След това „цялата войска се втурнала срещу българите“, което завършило с пълния ѝ разгром от българската армия, командвана лично от цар Симеон Велики в битката при Ахелой на 20 август 917 г.
Там на 12 ноември 1912 г. в 13 часа започват преговорите в с. Плая (Bahşayiş – Бахчаш кьой), стоящо на северния край на Голямочекмедженско езеро и в южния край на Чаталджанската позиция на Българската армия пред турските войски, държащи отсрещното през полуострова село Хастане махалеси. На 20 ноември същата година в щабния салон-вагон на Фердинанд I (докаран от гара Чаталджа на железопътния мост над река Черна вода (Кара-су) в 20 ч. от Стоян Данев) се срещат българската делегация в лицето на генералите Михаил Савов и Иван Фичев (представляващи интересите също на Сърбия и Черна гора) и турската делегация (ръководена от главнокомандващия Назим паша и включваща Мустафа Решид паша – министър на търговията и земеделието, полковника от Генералния щаб Али Риза бей и др.) е сключено Първото примирие при Чаталджа през Балканската война.